# Scheper Ziekenhuis
Het Scheper Ziekenhuis is sinds 1973 gevestigd aan de Boermarkeweg in Emmen. Het ziekenhuis telt ruim 1500 medewerkers, 80 medisch specialisten en heeft 381 bedden (stand 1 februari 2007).

## Geschiedenis
Emmen kreeg in 1939 een ziekenhuis, het was een diaconessenhuis en werd gebouwd aan de Angelsloërdijk. Het kwam mede tot stand door Roelof Zegering Hadders. De directe aanleiding om een ziekenhuis in Emmen te bouwen, was het tekort aan afdoende acute geneeskundige hulp toen er in 1934 op de Dordsestraat een ernstig verkeersongeval plaatsvond waarbij een trein en een autobus betrokken waren. Hierbij vielen drie doden en enkele zeer zwaargewonden. Omdat het Diaconessenziekenhuis van Emmen ondanks vele aanpassingen te klein was geworden voor de snel groeiende stad werd een nieuw ziekenhuis gebouwd aan de Boermarkeweg. Het werd onder de naam Scheper Ziekenhuis in 1973 geopend door prinses Margriet. Scheper betekent schaapherder. Voor het ziekenhuis staat een beeld van een scheper met zijn hond.
Sinds een grote modernisering in 1995 heeft het gebouw meerdere verdiepingen. Tot dat jaar was het ziekenhuis uniek in Nederland omdat vrijwel alle kamers en afdelingen gevestigd waren op de begane grond.
In oktober 2006 werd het Scheper Ziekenhuis opnieuw gemoderniseerd en kreeg het een nieuwe ingang, een opleidingscentrum en nieuwe poliklinieken.
Het ziekenhuis maakt sinds 1 februari 2007 deel uit van zorgorganisatie Treant, voorheen bekend als Suydevelt resp. Leveste Middenveld. Het Scheper Ziekenhuis valt daarbij onder de divisie (afdeling) cure (genezing).

## Externe links

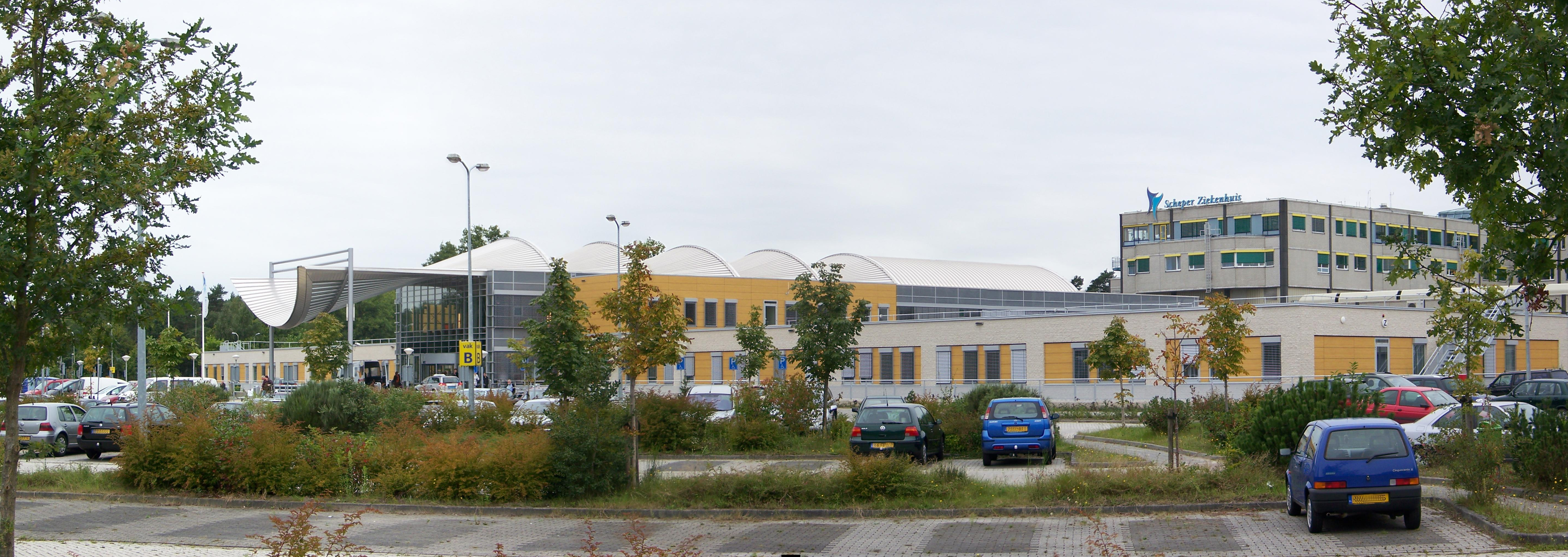
Scheper Ziekenhuis